# Gare de King's Cross
Pour les articles homonymes, voir King's Cross.

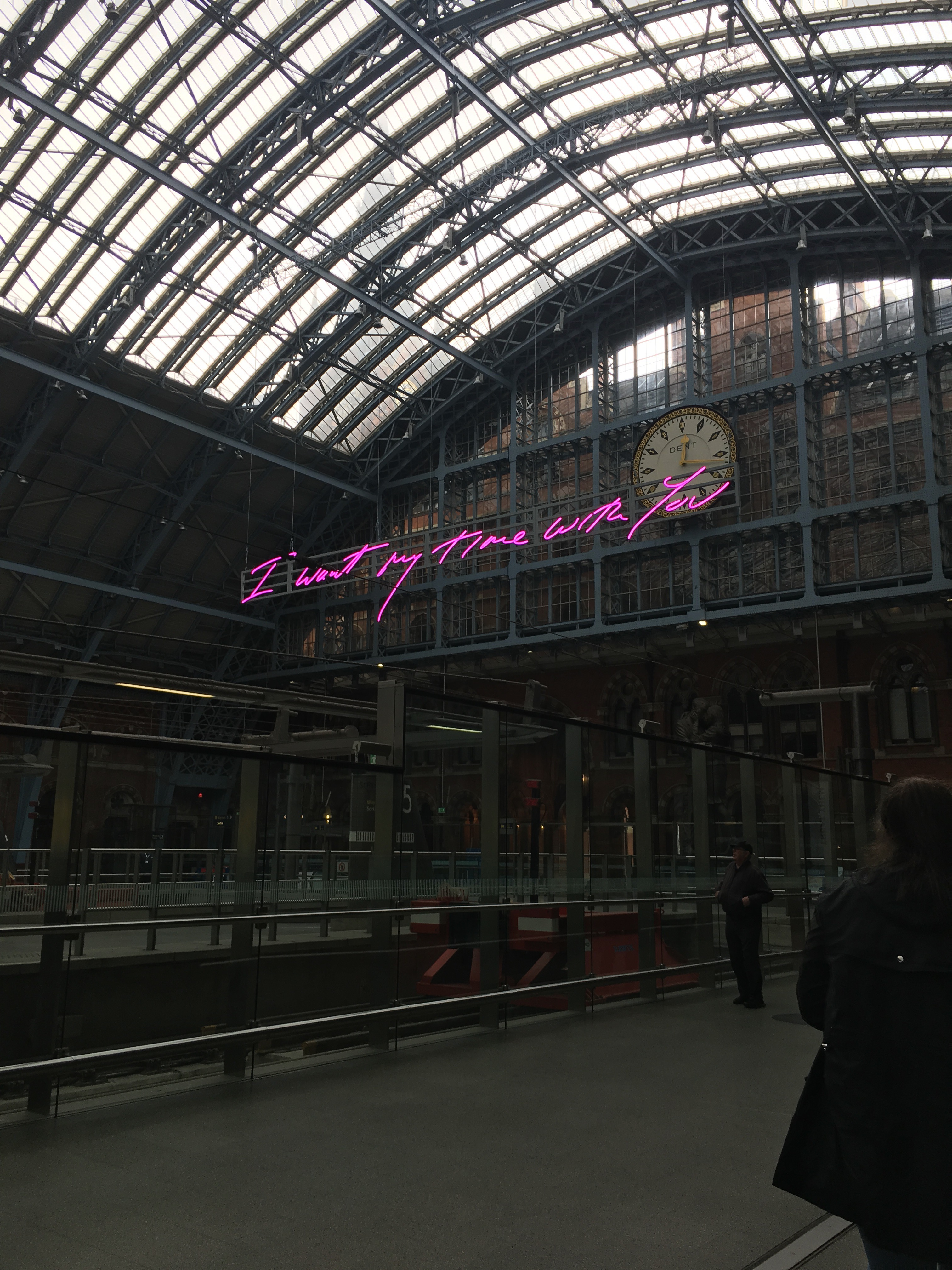
Vue de l'intérieur de la gare King's Cross à Londres.

La gare de King's Cross (King's Cross railway station en anglais) est située dans le quartier de King's Cross au nord-est de Londres.

## Histoire
À l'origine, le nom de King's Cross était celui d'un monument à la gloire de George IV situé au croisement de Gray's Inn Road, Pentonville Road (en) et de Euston Road (en) (anciennement New Road (en)). La gare qui porte ce nom était initialement la gare de correspondance londonienne de la compagnie Great Northern Railway ainsi que le terminus de la East Coast Main Line. Cette gare est dessinée par l'architecte Lewis Cubitt et construite en un an de 1851 à 1852 sur le site d'un ancien hôpital. Le bâtiment principal, comprenant les quais 1 à 8 est mis en service le 14 octobre 1852. 
La disposition des quais est modifiée à de nombreuses reprises car à l'origine, il n'y en avait que deux : un pour les départs et un pour les arrivées (aujourd'hui, les quais numérotés 1 à 8). Avec la croissance du trafic vers la banlieue, il fallut agrandir la gare pour créer de nouveaux quais. Le bâtiment aujourd'hui abritant les quais 9 à 11 fut ainsi construit.
Depuis la privatisation des chemins de fer britanniques, la desserte par train est assurée par les compagnies East Coast (grandes lignes vers la Yorkshire-et-Humber, l'Angleterre du Nord-Est et l'Écosse), First Hull Trains (grandes lignes vers Hull), Grand Central Railway (grandes lignes vers Sunderland), et First Capital Connect (services de banlieue vers Cambridge, Peterborough et Stevenage).
En 1972, une extension a été rajoutée devant le corps principal de la gare pour contenir les guichets et des commerces. Censé être une installation temporaire, ce bâtiment reste en place 40 ans, cachant la façade originelle qui est un monument classé de catégorie I.
En 1987, l'incendie de la station de métro adjacente, King's Cross St. Pancras, a fait 31 victimes. La gare fait l'objet d'importants travaux de rénovation et de développement, en partie dues aux conclusions des rapports faits à la suite de l'incendie.
En 2007, depuis la mise en service du Channel Tunnel Rail Link, les Eurostars ont leur terminus dans la gare de Saint-Pancras rénovée. L'ensemble King's Cross, St. Pancras et la station de métro King's Cross St. Pancras forme depuis un des plus gros nœuds de correspondances de Londres.  
La gare fait l'objet de rénovations considérables en 2012-2013. Une nouvelle salle de départs et galerie commerciale sont construites à l'ouest du bâtiment original, et l'extension au sud est démolie pour être remplacée par un square.

Vues de la gare
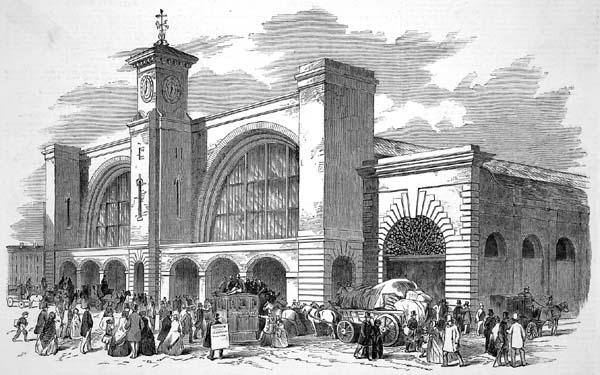
La gare en 1852
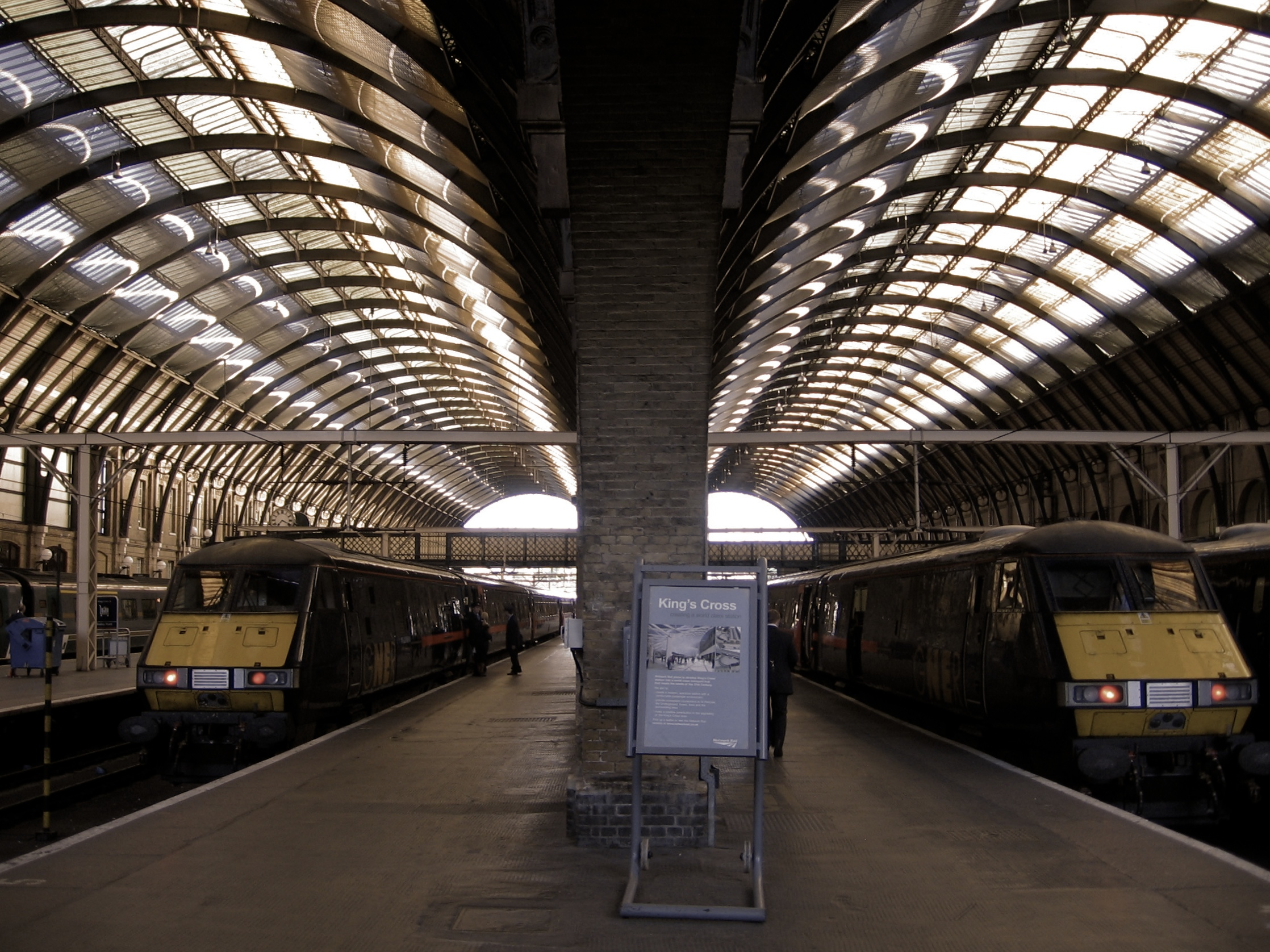
Les quais couverts.
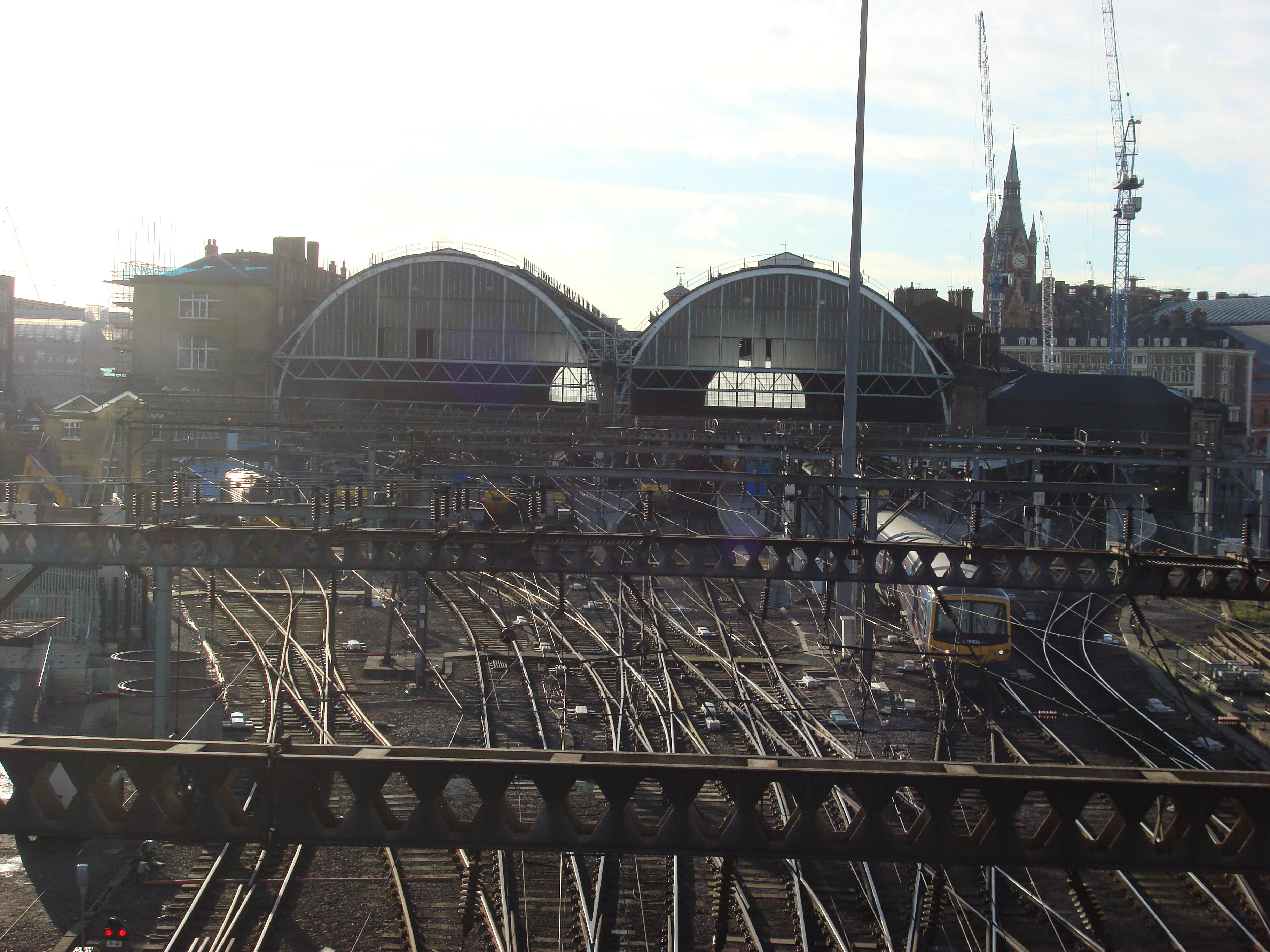
Gare intérieure, les voies.

## Service des voyageurs

### Desserte
King's Cross est le terminus sud de la East Coast Main Line (opérée par Virgin Trains East Coast) qui dessert les villes de l'Écosse (dont Édimbourg, Aberdeen, Dundee et Inverness), de l'Angleterre du Nord-Est (dont Newcastle upon Tyne, Durham, Darlington et Sunderland), de la Yorkshire-et-Humber (dont Leeds, York et Doncaster), des Midlands de l'Est (dont Grantham et Lincoln) et de l'Angleterre de l'Est (dont Peterborough, Stevenage, Cambridge et Ely).

Quatre compagnies ferroviaires utilisent cette gare pour leurs trains : Virgin Trains East Coast : service sur la East Coast Main Line; Hull Trains : liaison avec Hull; Grand Central Railway : liaison avec Sunderland et Great Northern : liaisons avec Cambridge et King's Lynn, desserte locale du nord de Londres, de l'Hertfordshire, du Bedfordshire et de Peterborough.

### Intermodalité
Adjacente à la gare de Saint-Pancras, elle est desservie, ainsi que cette dernière, par une importante station de métro nommée King's Cross St. Pancras.

## Dans les arts

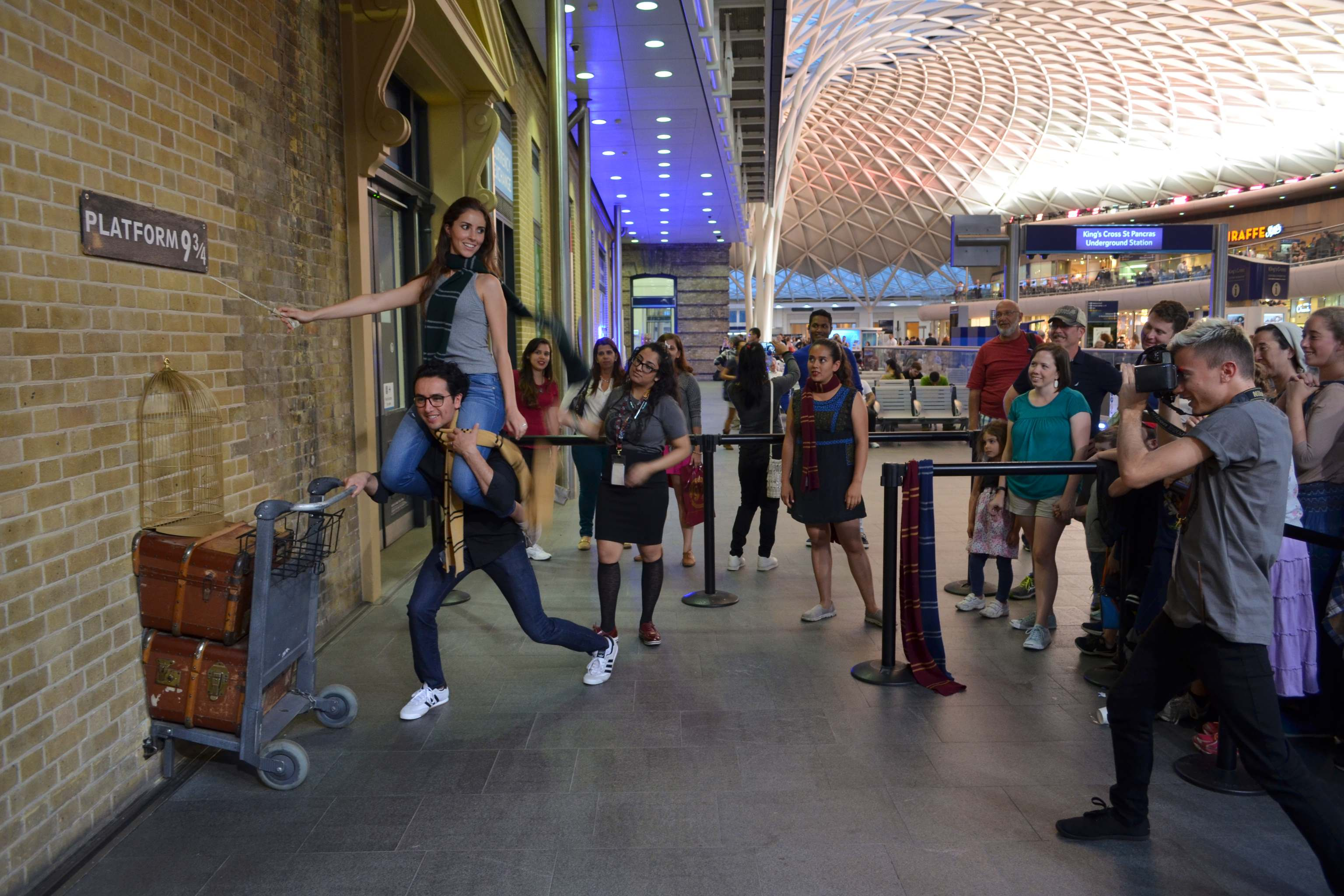
La fausse entrée du quai 9 ¾

La gare apparait dans la saga Harry Potter où les sorciers utilisent un quai secret, le « Quai 9 ¾ ». L'administration de la gare a fait poser un panneau indiquant ce quai imaginaire surmontant un demi-chariot à bagages. Après avoir été déplacé deux fois, le dispositif se trouve à présent dans la galerie commerciale adjacente à la gare.
Elle apparait aussi dans plusieurs albums de la série de bande dessinée Blake et Mortimer, dont La Marque Jaune (1954) ou encore L'Affaire Francis Blake (1996).
Elle est une des quatre gares de l'édition britannique du jeu Monopoly.
Elle est aussi évoquée dans la chanson éponyme (en) du groupe britannique "Pet Shop Boys", sortie en 1987 sur l'album "Actually".